# Трамбл, Хью
Хью Трамбл (19 мая 1867 — 14 августа 1938) — австралийский игрок в крикет, сыграл в 32 соревнованиях по крикету в период с 1890 до 1904 года. Был капитаном австралийской команды в двух соревнованиях (в обоих одержана победа). Трамбл взял 141 ворота (калитки) в соревновании по крикету, получив в среднем 21.78 очков за игру, что являлось мировым рекордом на момент его выхода на пенсию. Также является одним из четырёх игроков, которые дважды взяли хет-трик в соревнованиях по крикету. Хью был назван одним из лучших австралийских игроков в 1897 году.

## Личная жизнь и карьера
Трамбл родился в одном из районов Мельбурна в Коллингвуде, Виктория в 1867 году в семье Уильяма Трамбла, уроженца Северной Ирландии руководителя психиатрического пансионата и Элизабет Кларк, уроженки Шотландии. Трамбл провёл часть жизни в западном викторианском городе Арарат, затем в Мельбурне, в пригороде Камбервелл, Новый Южный Уэльс, Австралия. Получил образование в гимназии Хоторн, играл с одноклассниками в Мельбурнском крикетном клубе «Кью». Работал клерком в Национальном банке Австралии в 1887 году, где дослужился до бухгалтера в Ричмонде в 1903 году и менеджера в Кью с 1908 года.
Его старший брат Джон также играл в крикет в Австралии, а его младший брат Томас был государственным чиновником, служившим секретарём в министерстве обороны с 1918 по 1927 год, затем официальным секретарём Верховного комиссариата по Австралии в Лондоне.
Трамбл дебютировал во время тура австралийской команды по крикету в Англии в 1890 году. Был капитаном команды Австралии в 1901—1902 годах, когда предыдущий капитан Джо Дарлинг не смог участвовать в соревнованиях по личным причинам. Он ушёл в отставку после австралийского тура 1902 года в Англии, но вернулся в 1903—1904 годах. Во время своего последнего матча в родном городе в Мельбурне Трамбл взял хет-трик, второй за карьеру.
Поощряя раннюю привязанность своих сыновей к крикету, Уильям Трамбл — страстный игрок в крикет, не жалевший сил для развития Южного Мельбурнского крикетного клуба — обустроил поле для крикета возле своего дома. Отец воткнул птичье перо в землю и предложил его сыновьям в качестве мишени, заставляя их попадать в него мячом. Известный своей точностью, Хью позже говорил: «Конечно, я не мог попадать в перо постоянно, но вскоре я вышел на уровень, когда всегда был очень близок к этому».
Ввиду того, что Трамбл был высоким и худым, он управлялся с мячом лучше, чем большинство игроков, используя свой рост и чрезвычайно длинные руки — своё главное преимущество. Долговязого Хью Трамбла с длинными руками, выдающимся носом и большими ушами, Пелхэм Уорнер, «Великий старик» английского крикета, называл «тот большой верблюд». Был признан универсальным игроком, также был популярен среди товарищей по команде и болельщиков, благодаря склонности к шуткам и розыгрышам.
12 марта 1902 года в англиканской церкви Святого Георгия в Малверне женился на уроженке Квинсленда Флоренс Кристиан. В браке родились шесть сыновей и две дочери.

## Награды и память
Его имя в 2004 году занесено в Австралийский зал славы крикета.
В 2009 году ограниченным тиражом в 200 экземпляров вышла книга Алфа Батчелдера (англ. Alf Batchelder) в 2-х томах: «Хью Трамбл: жизнь игрока в крикет» и стала библиографическим раритетом. Издатели — Мельбурнский крикетный клуб и Австралийское научное издательство (англ. Melbourne Cricket Club and Australian Scholarly Publishing).